# Stern vom Broadway
Stern vom Broadway ist eine US-amerikanische Filmbiografie aus dem Jahr 1949 über die Tänzerin und Sängerin Marilyn Miller (1898–1936). Das Drehbuch basiert auf den biografischen Erzählungen von Bert Kalmar und Harry Ruby.

## Handlung
Während einer Probe bekommt Marilyn Miller, der Star der Theatervorführung, einen Schwächeanfall. In ihrem Umkleideraum erinnert sie sich an ihren Werdegang, als ihr ein Mann das alte Plakat einer Vorstellung der Five Columbians bringt.
In ihrer Heimatstadt in Ohio verlässt Marilyn die Schule, um mit ihren Eltern und ihren Schwestern Claire und Ruth als die Five Columbians Theatervorstellungen zu geben. Sie begegnet ihrem Idol, dem Tänzer Jack Donahue. Als die ganze Familie außer Marilyn an Mumps erkrankt und unter Quarantäne gestellt wird, schlägt Jack Marilyn vor, mit ihm ein Gesangs- und Tanzduo zu bilden. Das Duo wird so erfolgreich, dass dieser Teil der Aufführung zu einem Teil der Familienvorstellung wird.
Während die Familie in London gastiert, macht Jack einen Produzenten vom Broadway auf Marilyn aufmerksam. 1914 hat sie ihren ersten Auftritt am Broadway. Zuerst kann Marilyn ihren Partner Frank Carter nicht ausstehen. Doch der setzt sich für sie ein, als Behörden sie unter Verdacht haben, noch minderjährig zu sein. Am Premierenabend gibt Frank ihr als Talisman einen kleinen Keramikelefanten. Als der Krieg in Europa ausbricht, meldet sich Frank bei der Armee. Marilyn will, dass er sie heiratet, doch Frank besteht darauf, bis nach Kriegsende zu warten. Frank kehrt aus dem Krieg zurück, das Paar ist wieder zusammen. Frank bleibt seiner Tradition, ihr zur Premiere einen Keramikelefanten zu schenken, treu. Doch zur Premiere von Marilyns neuem Stück Sally kommt der Talisman zu spät und zerbrochen an. Nach der Aufführung erfährt Marilyn, dass Frank bei einem Verkehrsunfall tödlich verletzt wurde.
Nachdem das Stück Sally abgesetzt wird, zieht sich Marilyn vom Theater zurück. Doch das ruhige Leben ist nichts für sie. Sie bittet ihren Manager, ihr die Hauptrolle in dem neuen Stück Sunny zu verschaffen. Produzent Henry Doran, der durch Marilyn sein Interesse am Theater gefunden hat, kann sich nur sie in der Hauptrolle vorstellen. Henry verliebt sich in Marilyn, die jedoch seinen Heiratsantrag nur zögerlich annimmt.
Zurück in der Gegenwart bekommt Marilyn Besuch von Jack. Er erzählt ihr von seinem Traum, auf der Bühne während der Abschlussvorstellung zu sterben. Henry erfährt von dem Schwächeanfall seiner Frau und will einen Arzt kommen lassen. Marilyn versichert ihm, dass es nichts Ernstes sei. Henry lässt die beiden allein. Marilyn erzählt Jack, dass ihr Arzt ihr geraten habe aufzuhören. Doch sie weiß, dass ihr Leben ohne das Theater bedeutungslos wäre. Sie entscheidet sich dazu, weiterzumachen.

## Kritik
Das Lexikon des internationalen Films sieht in dem Werk eine „bescheidene Produktion, deren holprige Handlung den Rahmen für einige originelle Vaudeville-Nummern abgibt. Gefällige Unterhaltung mit Humor und musikalischem Temperament.“
Bosley Crowther von der New York Times beschrieb den Film als eine langatmige, fantasielose Romanze nach gängigem Schema.

## Auszeichnungen
1950 wurde der musikalische Direktor Ray Heindorf in der Kategorie Beste Filmmusik (Musical) für den Oscar nominiert.

## Hintergrund
Die Uraufführung der Produktion von Warner Bros. fand am 23. Juni 1949 in New York statt. In Deutschland erschien der Film erstmals genau ein Jahr später in den Kinos.
Die Kostüme stammten von William Travilla und Marjorie Best.
Die Theaterstücke Sally und Sunny wurden 1929 und 1930 mit Marilyn Miller verfilmt.
1946 wurde Marilyn Miller von Judy Garland in dem Film Till the Clouds Roll By gespielt.